# Фельштинський замок (Скелівка)
Фельштинський замок — збудований у XIV століття на річці Стривігор родиною Гербуртів, яка прибула до Польського королівства з Моравії.

## Історія
На початку XVI століття тут народився Ян Гербурт. У 1551 році замком володіли Ян Гербурт та його брати: Миколай, Станіслав та Валентій. Потім Фельштин перейшов до рук родини Даниловичів, з яких Миколай у 1641 році отримав привілей на зберігання угорських вин.

## Архітектура
Колишня вежа міських укріплень, яка, ймовірно, була старішою за сусідній костел, а згодом перетворена на дзвіницю і увінчана кренеляжем у ХІХ столітті, збереглася до наших днів. Вежа була знесена до першого поверху в 1914 році під час Першої світової війни і реконструйована за часів Другої республіки.

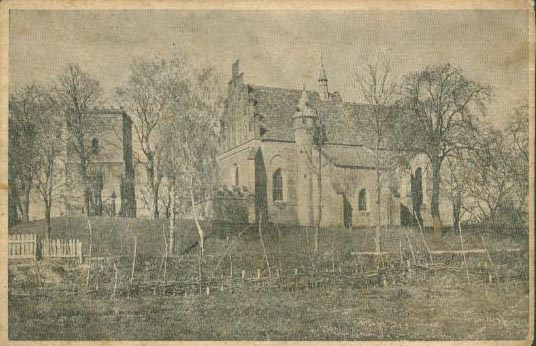
Фортеця Гербуртів (1914)
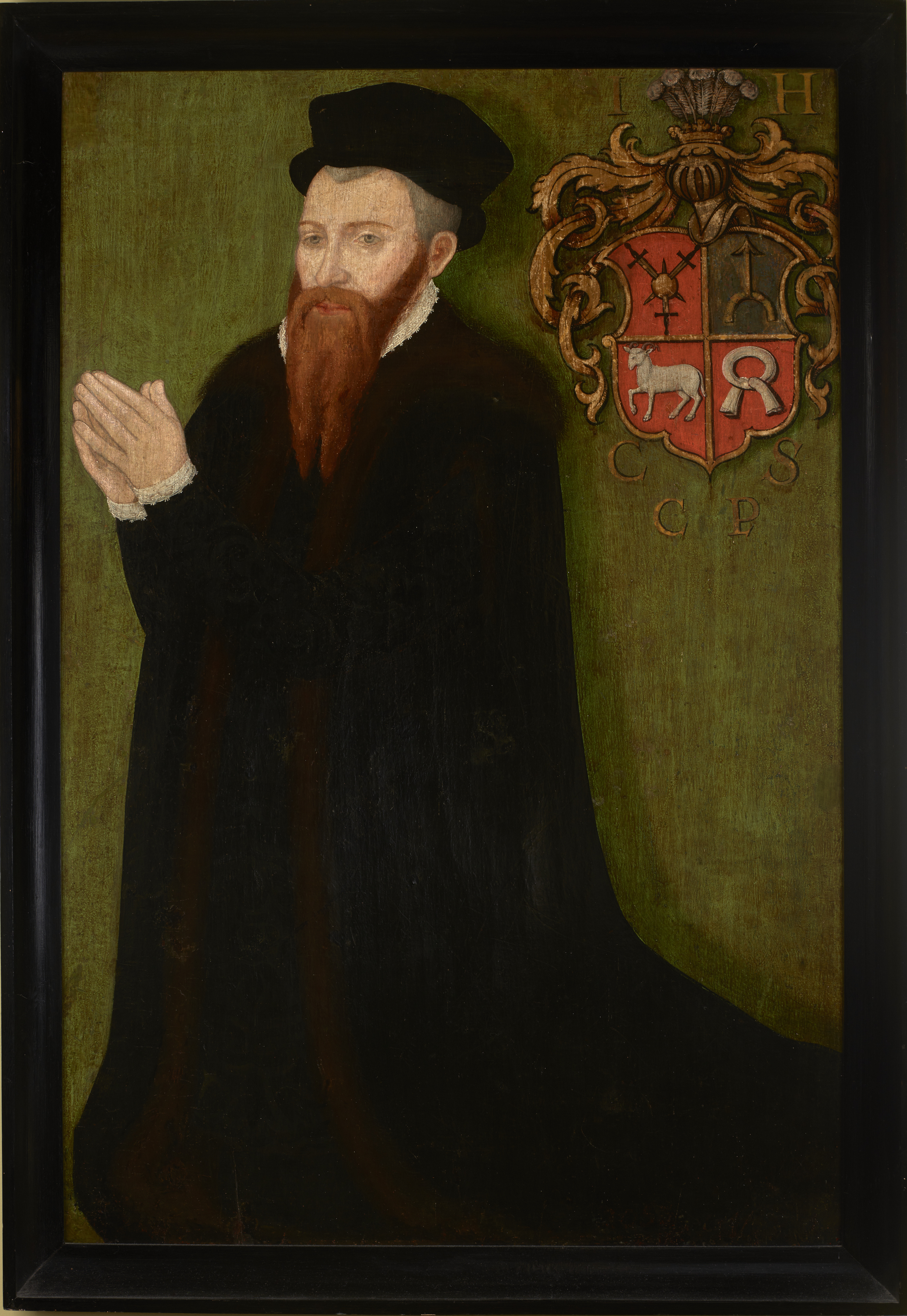
Ян Гербурт
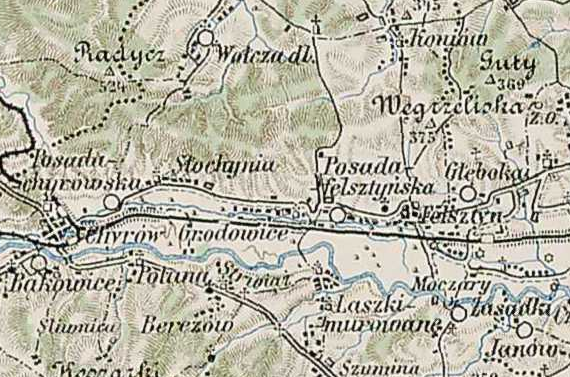
Карта Фельштина та околиць (1889)
Герб Фельштина з XIX століття.